# Emese
Ne doit pas être confondu avec Émèse, ancien nom de Homs
Emese est un prénom hongrois féminin.

## Étymologie
Nom hongrois ancien signifiant « qui allaite », « petite maman ».

## Personnalités portant ce prénom
- Emese Hunyady
- Emese Szász-Kovács
- Emese Vasvári